# Charles Mullié
Charles Mullié est un historien et biographe français du XIXe siècle.

## Biographie
Charles Mullié est membre de l'Université, de la Société nationale de Lille, de la commission du département du Nord et de l'institut historique.
Ses écrits sont souvent cités pour leur manque d'objectivité historique. Par exemple : Biographie des célébrités militaires des armées de terre et de mer de 1789 à 1850 en 1852.

## Ouvrages
- Charles Mullié, Fastes de la France, ou Tableaux chronologiques, synchroniques et géographiques de l'histoire de France, depuis l'établissement des Francs dans les Gaules jusqu'à nos jours, Paris, Delalain, 1832, In-fol. obl., 70 ff. non ch. (BNF 30995025)
- Charles Mullié, Biographie des célébrités militaires des armées de terre et de mer de 1789 à 1850 (Biographie), Paris, Poignavant, 1851, 2 vol. ; in-8 [détail des éditions] (BNF 30995024)